# 滑鐵盧鎮區 (北達科他州卡弗利爾縣)
滑鐵盧鎮區（英語：Waterloo Township）是位於美國北達科他州卡弗利爾縣的一個鎮區。

## 地方資料
滑鐵盧鎮區的面積為93.18平方千米，當中陸地面積為91.53平方千米，而水域面積為1.64平方千米。根據2020年美國人口普查的數據，當地共有人口38人，而人口密度為每平方千米0.41人。